# Erwin von Zach
Ritter Erwin Julius von Zach (* 18. April 1872 in Wien; † 19. Januar 1942 westlich von Nias im Indischen Ozean) war ein österreichischer Sinologe.

## Biografie
Erwin Ritter von Zachs Eltern waren der spätere Feldmarschallleutnant Paul von Zach (1831–1891) und dessen Ehefrau Emilie Stadler von Gestirner. Sein älterer Bruder war der Oberst Paul Ritter von Zach (1870–1918).
Zach studierte u. a. klassisches Chinesisch bei Franz Kühnert.
Von 1901 bis 1919 war er im österreichisch-ungarischen Konsulardienst in Peking und Singapur tätig.
Zach übersetzte nahezu das gesamte Werk des chinesischen Dichters Lǐ Bái sowie sämtliche Gedichte von Dù Fǔ und Hán Yù ins Deutsche. Allerdings erschienen viele dieser Übersetzungen verstreut in Fachzeitschriften. Ein Teil seines umfangreichen Werkes ist jetzt gesammelt bei Harrassowitz erschienen.
Während des Zweiten Weltkrieges wurde von Zach auf Sumatra interniert. Er kam später bei der Versenkung der Van Imhoff ums Leben.

## Werk
- „Weitere Nachträge zum Jučen-Deutschen Glossar Prof. Grube's“. T'oung Pao, Band 8, 1897, S. 107–108
- „Zwei Mandschu-Chinesische kaiserliche Diplome“. mit Gustav Schlegel, T'oung Pao, Band 8, 1897, S. 261–308
- „Notizen zur Mandschurischen Bibliographie“. T'oung Pao, Band 15, 1914, S. 273–277
- „Einige Verbesserungen zu de Groot, Die Hunnen der vorchristlichen Zeit“. Asia Major Band 1, 1924, S. 125–133, PDF (Memento vom 8. Januar 2011 im Internet Archive)
- „Lit'aipo's archaistische Allegorian (古風) (Ges. Werke, Buch II) übersetzt“. Asia Major Band 1, 1924, S. 491–520, PDF (Memento vom 8. Januar 2011 im Internet Archive)
- „Lit'aipo's Gedichte, III. Buch (30 lyrische Gedichte)“. Asia Major Band 1, 1924, S. 521–544, PDF (Memento vom 8. Januar 2011 im Internet Archive)
- „Tu Fu's längstes Gedicht“. Asia Major Band 2, 1925, S. 152–162, PDF (Memento vom 8. Januar 2011 im Internet Archive)
- „Über Fehler im P'eiwênyünfu“. Asia Major Band 2 Miszellen, 1925, S. 170–175, PDF (Memento vom 8. Januar 2011 im Internet Archive)
- „Einige Bemerkungen zur Tempelinschrift von Idikutsahri“. Asia Major Band 2 Miszellen, 1925, S. 345–347, PDF (Memento vom 8. Januar 2011 im Internet Archive)
- „Einige Bemerkungen zu Erkes' Chinesisch-amerikanische Mythenparallelen“. T'oung Pao, Band 24, 1926, S. 382–383
- „Zum Shanghaier Tz'u-yüan“. T'oung Pao, Band 24, 1926, S. 384–386
- „Lit'aipos Gedichte. IV Buch (37 lyrische Gedichte)“. Asia Major Band 3, 1926, S. 49–70, PDF (Memento vom 8. Januar 2011 im Internet Archive)
- „Zum Ausbau der Gabelentzschen Grammatik“. Asia Major Band 3, 1926, S. 288–293, S. 477–490, PDF (Memento vom 8. Januar 2011 im Internet Archive)
- „Lit'aipo's poetische Werke. I. Buch“. Asia Major Band 3, 1926, S. 421–466, PDF (Memento vom 8. Januar 2011 im Internet Archive)
- „Das Lu-ling-kwang-tien-fu des Wang Wên-k'ao (Wên Hsüan C. II13-21)“. Asia Major Band 3, 1926, S. 467–476, PDF (Memento vom 8. Januar 2011 im Internet Archive)
- „Einige Verbesserungen zu Giles' Chinese Biographical Dictionary“. Asia Major Band 3 Miszellen, 1926, S. 545–568, PDF (Memento vom 8. Januar 2011 im Internet Archive)
- „Notiz zu de Harlez' Vocabulaire Bouddhique Sanscrit-Chinois, Nr. 32“. Asia Major Band 3 Miszellen, 1926, S. 569–570, PDF (Memento vom 8. Januar 2011 im Internet Archive)
- „Zu 惟曰 Mêntzu I 2, III 7“. Asia Major Band 3 Miszellen, 1926, S. 574–575, PDF (Memento vom 8. Januar 2011 im Internet Archive)
- „Ferdinand Lessing, Vergleich der wichtigsten Formwörter der chinesischen Umgangssprache und der Schriftsprache“. T'oung Pao, Band 24, 1926, S. 404–405
- „Lit'aipos Gedichte. V. Buch“. Asia Major Band 4, 1927, S. 29–49, PDF (Memento vom 8. Januar 2011 im Internet Archive)
- „Zum Ausbau der Gabelentzschen Grammatik“. Asia Major Band 4, 1927, S. 437–443, S. 619–626, PDF (Memento vom 8. Januar 2011 im Internet Archive)
- „Einige Bemerkungen zu Lionel Giles' The Lament of the Lady of Ch'in“. T'oung Pao, Band 25, 1928, S. 346–348
- „Lit'aipos Gedichte. IX. Buch; Lit'aipos Gedichte, X. Buch“. Asia Major, Band 5, 1940, S. 41–103, PDF (Memento vom 8. Januar 2011 im Internet Archive)
- „Zum Ausbau der Gabelentzschen Grammatik“. Asia Major Band 5, 1930, S. 67–75, PDF (Memento vom 8. Januar 2011 im Internet Archive)
- „Weitere Ergänzungen zu Sacharow's Mandzursko-Russki Slowarj“. Asia Major Band 5, 1930, S. 489–518, PDF (Memento vom 8. Januar 2011 im Internet Archive)
- Hightower, James Robert (Hg.): Han Yü’s Poetische Werke. Übersetzt von Erwin von Zach (1872–1942). Harvard University Press, Cambridge/Mass. 1952
- Hightower, James Robert (Hg.): Tu Fu’s Gedichte. Übersetzt von Erwin von Zach (1872–1942). 2 Bände. Harvard University Press, Cambridge/Mass. 1952
- Hartmut Walravens (Hg.): Li T’ai-po – Gesammelte Gedichte, übers. von Erwin Ritter von Zach. Harrassowitz, Wiesbaden 2000, ISBN 3-447-04279-6
- Hartmut Walravens, Lutz Bieg (Hg.): Li T’ai-po – Gesammelte Gedichte 2, übers. von Erwin Ritter von Zach. Harrassowitz, Wiesbaden 2005, ISBN 3-447-05158-2
- Hartmut Walravens (Hg.): Erwin Ritter von Zach (1872–1942) – Gesammelte Rezensionen. Chinesische Geschichte, Religion und Philosophie in der Kritik. Harrassowitz, Wiesbaden 2005, ISBN 3-447-05201-5
- Martin Gimm (Hrsg.): Eine Nachlese kritisch-polemischer Beiträge und Briefe von Erwin Ritter v. Zach(1872–1942). oag.uni-hamburg.de